# ナッシュヴィル (装甲艦)
CSS ナッシュビル (CSS Nashville) は、南北戦争中のアメリカ連合国海軍の外輪装甲艦。艦名はテネシー州ナッシュビルにちなむ。

## 艦歴
ナッシュビルはアラバマ州モンゴメリーにおいて、既存のリバーボートのエンジンを利用して建造された。1863年中ごろに進水し、1864年に艤装のためにアラバマ州モービルに移された。装甲の一部はCSS バルティックのものが流用された。初代艦長はチャールズ・シムズ（Charles Carroll Simms）。
艤装が完了していなかったため、1864年8月5日のモービル湾の海戦には参加しなかった。1865年3月27日には、スパニッシュ・フォートの戦い（Battle of Spanish Fort）において、北軍に撃退されるまでランドール・ギブソン（Randall L. Gibson）を支援した。4月2日のバークレー要塞の戦い（Battle of Fort Blakely）でも北軍部隊を砲撃している。モービルが陥落すると、4月12日にはトンビグビー川（Tombigbee River）に撤退した。1865年5月10日、エベンザー・ファランド（Ebenezer Farrand）代将隷下の艦艇の一隻として、アラバマ州ナンナ・フバ（Nanna Hubba）で北軍に降伏した。
完全な儀装はされなかったものの、ナッシュビルの前部および操舵室は2インチ厚の鉄板を3層にした分厚い装甲で覆われていた。後部の装甲は1層に過ぎなかったことから、建造会社が船体の強度を過大に見積もったのではないかと考えられている。アメリカ合衆国海軍のヘンリー・サッチャー（Henry Thatcher）少将は、ナッシュビルの調査後の1865年6月30日に、「ナッシュビルは降伏時に船体船体中央が持ち上がった状態にあり、全ての装甲を取り付けられる強度はなかった」「海に出たら生きていられなかっただろう」と述べている。
降伏後、ナッシュビルは1867年11月22日までドックに入っていた。ルイジアナ州ニューオーリンズで売却されたが、それ以前に装甲は他の艦船に転用するために剥がされていた。

## 参考資料
- Silverstone, Paul H. (2006). Civil War Navies 1855–1883. The U.S. Navy Warship Series. New York: Routledge. ISBN 0-415-97870-X
- Still, William N., Jr. (1985). Iron Afloat: The Story of the Confederate Armorclads (Reprint of the 1971 ed.). Columbia, South Carolina: University of South Carolina Press. ISBN 0-87249-454-3

- この記事はアメリカ合衆国政府の著作物であるDictionary of American Naval Fighting Shipsに由来する文章を含んでいます。 記事はここで閲覧できます。